# Reiterstandbild von Christian V.

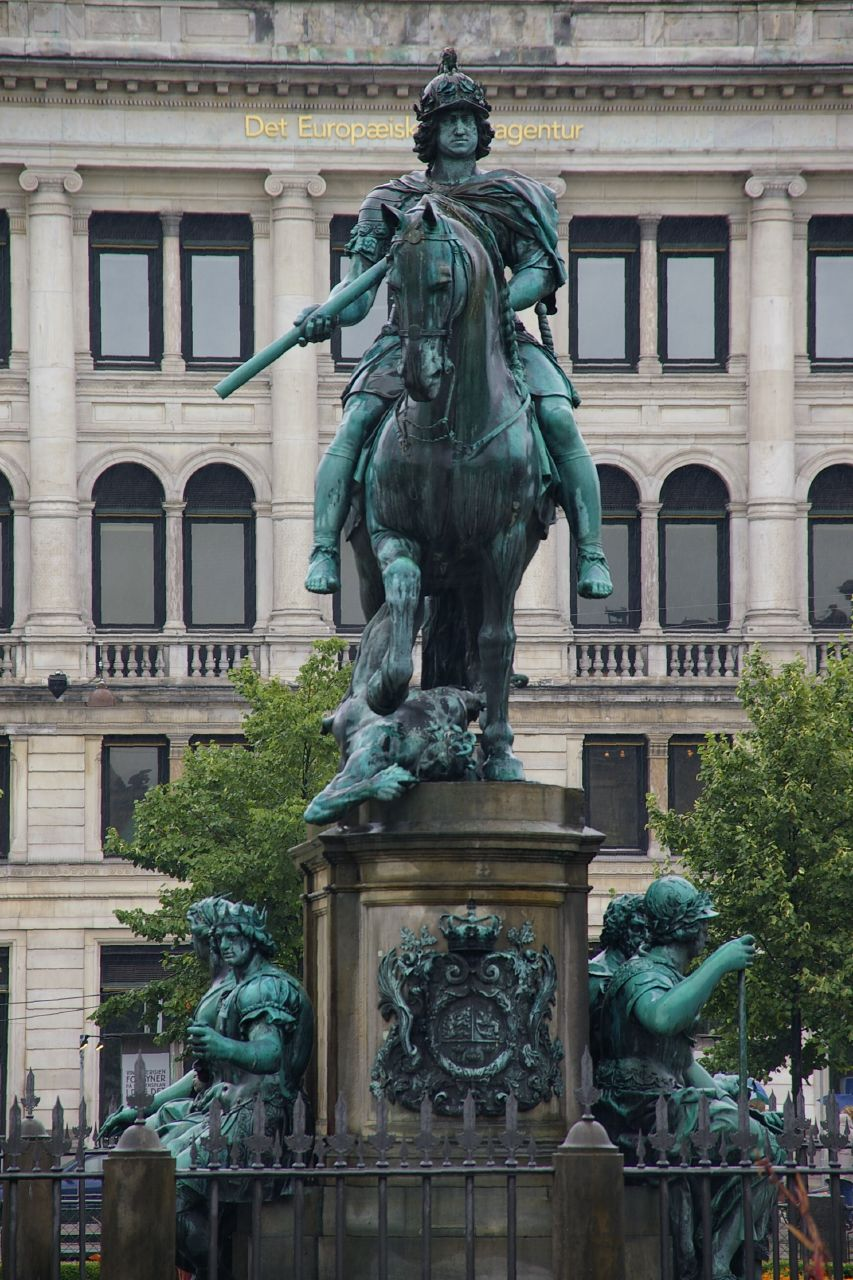
Das Reiterstandbild von König Christian V. auf dem Kongens Nytorv

Das Reiterstandbild von Christian V. in der Mitte des Kongens Nytorv ist das älteste Reiterstandbild dänischer Monarchen in Kopenhagen. Das Reiterstandbild wurde von dem französischen Bildhauer Abraham César Lamoureux geschaffen. Es stammt aus dem Jahr 1688 und war ursprünglich aus vergoldetem Blei, wurde aber 1939 in Bronze gegossen.

## Geschichte
Kurz nach der Krönung Christians V. im Jahr 1670 wurde der Kongens Nytorv nach französischem Vorbild als Königsplatz angelegt. Die Grundstücke rund um den neuen Platz wurden an interessierte, wohlhabende Bürger, darunter auch Angehörige des neuen Adels, verteilt. Die dem Platz zugewandten Gebäude mussten mindestens zweigeschossig sein und bestimmten Normen entsprechen. Der französische Bildhauer Abraham-César Lamoureux wurde beauftragt, ein Reiterstandbild Christians V. für die Mitte des Platzes zu schaffen.
Die Arbeit am Reiterstandbild von Christian V. begann wahrscheinlich um 1682, als Lamoureux Material zur Herstellung eines Reiterstandbildes erwarb. Der Aufrichtung des Standbildes auf Kongens Nytorv im Jahr 1687 wohnte Nicodemus Tessin der Jüngere bei.
1688 wurde eine barocke Gartenanlage mit Bäumen im Parterre und dem vergoldeten Reiterstandbild von Christian V. in der Mitte eingeweiht. 1747 wurde der gesamte Platz von Frederik V. zu einem militärischen Exerzier- und Zeremonienplatz für die Truppen des Königs umgestaltet, der bis 1908 genutzt wurde, als der Platz in seiner ursprünglichen Form wiederhergestellt wurde.
Das Reiterstandbild besteht aus vergoldetem Blei. Im Laufe der Jahrhunderte führte das weiche Metall, aus dem die Statue gegossen war, zu Problemen, insbesondere mit dem linken Vorderbein des Pferdes, so dass Professor Einar Utzon-Frank von der Dänischen Akademie der Schönen Künste beauftragt wurde, die Statue in Bronze umzugießen. Dies geschah von 1939 bis 1942, und der neue Guss wurde am 22. Mai 1946 wieder eingeweiht.

## Beschreibung
Es ist direkt von der Reiterstatue Ludwigs XIII. inspiriert, die in der Mitte der Place des Vosges steht, und stellt den König im Gewand eines römischen Kaisers mit lorbeerbekränztem Helm dar.
Das Postament ist von vier allegorischen Figuren umgeben. Auf der dem Schloss Charlottenborg zugewandten Seite stehen Minerva und Herkules, die Weisheit und Stärke verkörpern, auf der gegenüberliegenden Seite Alexander der Große und Artemisia, die Tapferkeit und Ehre verkörpern.
Obwohl Lamoureux das Pferd in einem trabähnlichen Gang darstellte, bereitete der Entwurf aufgrund des für den Guss verwendeten weichen Metalls große Probleme. Die Konstruktion musste daher verstärkt werden, und Lamoureux fügte die Figur eines nackten Mannes ein, der unter dem Huf des Pferdes kauert, um den Neid zu verkörpern und gleichzeitig den Lauf des Pferdes zu stützen, der die schwächste Stelle der Statue darstellt.